# 부적절한 것도 정도가 있어!
《부적절한 것도 정도가 있어!》(일본어: 不適切にもほどがある!)는 2024년 1월 26일부터 3월 29일까지 방영한 TBS 금요드라마. 시간 여행을 소재로 한 코미디 드라마이다. 각본가 쿠도 칸쿠로의 오리지널 드라마. 주연은 아베 사다오.

## 등장인물
- 오가와 이치로(아베 사다오)
- 이누시마 나기사(나카 리이사)
- 아키츠 무츠미(이소무라 하야토)
- 사키사카 사카에(요시다 요)
- 오가와 준코(카와이 유미)
- 사키사카 키요시(사카모토 마나토)
- 이노우에 마사카즈(미야케 히로키)
- 마스터(하카마다 요시히코)
- 야스모리(나카지마 아유무)
- 쿠리타 카즈야(야마모토 코지)